# Lauxania polita
Lauxania polita är en tvåvingeart som först beskrevs av Walker 1853.  Lauxania polita ingår i släktet Lauxania och familjen lövflugor. Inga underarter finns listade i Catalogue of Life.